# Lophura
Lophura is een geslacht uit de familie van fazantachtigen (Phasianidae). Het geslacht telt 11 soorten.

## Soorten
- Lophura bulweri  – Bulwers fazant
- Lophura diardi  – Kuifloze prelaatfazant
- Lophura edwardsi  – Edwards' fazant
- Lophura erythrophthalma  – Maleise vuurrugfazant
- Lophura ignita  – Borneose gekuifde vuurrugfazant
- Lophura inornata  – Salvadori's fazant
- Lophura leucomelanos  – Nepalfazant
- Lophura nycthemera  – Zilverfazant
- Lophura pyronota  – Borneovuurrugfazant
- Lophura rufa  – Maleise gekuifde vuurrugfazant
- Lophura swinhoii  – Swinhoes fazant